# Fantozzi contro tutti
Fantozzi contro tutti è un film del 1980 diretto da Neri Parenti e Paolo Villaggio. È il terzo capitolo della saga incentrata sulle vicende dell'impiegato Ugo Fantozzi, ideato ed interpretato da Paolo Villaggio. Il film ripercorre nuovamente le tragiche vicissitudini del ragioniere Ugo Fantozzi alle prese con i colleghi, la Megaditta, la sua moglie Pina e la figlia Mariangela.
Si tratta della prima pellicola in cui il personaggio di Pina Fantozzi viene interpretata da Milena Vukotic, sostituendo Liù Bosisio (la quale riprenderà tale ruolo per un'ultima volta in Superfantozzi nel 1986); si tratta anche dell'ultimo film in cui il geometra Calboni viene interpretato dall'attore Giuseppe Anatrelli (quest'ultimo, infatti, morirà un anno più tardi).
In questo film della saga fantozziana non appare la signorina Silvani, interpretata da Anna Mazzamauro, così come la colonna sonora, opera di Fred Bongusto, differisce completamente dai film precedenti essendo assente anche la celebre "Ballata di Fantozzi". Molte scene del film sono comunque entrate nell'immaginario collettivo, come la Coppa Cobram, una gara ciclistica "a eliminazione".

## Trama
Il modesto e sfortunato ragionier Ugo Fantozzi, impiegato nella Megaditta all'inizio degli anni ottanta, dove regna l'assenteismo, è diventato teledipendente e dedica tutto il suo tempo libero a guardare programmi TV; in un'occasione si ritrova a guardare uno show erotico e, colto dall'eccitazione, si inginocchia per terra davanti al televisore, cambiando accidentalmente canale, finendo su una trasmissione di carattere religioso e venendo sorpreso dalla moglie Pina a gridare "Togliti le mutande!" a un sacerdote. Colto nell'imbarazzante situazione, Fantozzi tenta di sfogare l'eccitazione sulla moglie, ma vedendo come la donna sia davvero poco attraente, decide di lasciar perdere.
Fantozzi e i suoi colleghi si recano in viaggio in treno a Ortisei per la settimana bianca: nonostante la prenotazione sia stata fatta a settembre dell'anno precedente, la vacanza si tiene a maggio. Durante il tragitto, a causa di un disturbo chiamato "Ventilatio Intestinalis Putrens" da cui è affetto, il geometra Calboni emette forti flatulenze, delle quali incolpa Fantozzi, che viene cacciato dallo scompartimento. Non potendo praticare lo sci, Fantozzi decide di fare una cura dimagrante facendosi ricoverare in una clinica specializzata, per compiacere la moglie. Il direttore della clinica, simile in tutto e per tutto ad una prigione, è il professor Birkermaier, severissimo dietologo tedesco che impone al ragioniere 20 giorni di digiuno totale in cella; al sesto giorno, Fantozzi è obbligato anche ad assistere alla cena del sadico professore senza poter toccare cibo e, vinto dalla fame, agguanta di nascosto alcune polpette, finché viene scoperto e condannato ad una dura punizione corporale.
Un mese dopo, la signora Pina rivela di essersi innamorata di un altro uomo: sconvolto, Fantozzi prende un giorno di ferie ed inizia ad indagare per scoprire l'identità dell'amante della moglie. Trovando pane ovunque in casa, capisce che si tratta di Cecco, nipote del fornaio sotto casa. Durante la notte successiva il ragioniere cerca di confrontarsi con Cecco, ma viene pesantemente schernito dal fornaio e dai suoi colleghi per la bruttezza della moglie, capendo così che il tradimento non si era effettivamente consumato e che Cecco non ha alcuna intenzione di consumarlo, mentre Pina è distrutta dopo aver origliato il discorso, quindi i coniugi Fantozzi si riconciliano.

Fantozzi e il professor Birkermaier nell'iconica scena della cena a base di polpette di "Bavària"

Pochi giorni più tardi, il direttore ereditario della Megaditta si ammala di rosolia, malattia che, avendo egli 106 anni, gli risulterà fatale. Gli impiegati, che avevano pregato per la sua morte, assistono al sorteggio del successore, ruolo che va al candidato più temuto, il visconte Cobram, un fanatico di ciclismo, che obbliga tutti i dipendenti a duri allenamenti in sella alla bicicletta e poi ad una vera corsa ciclistica su un percorso lungo 70 km, chiamata in suo onore Coppa Cobram. La gara è durissima e, tra cadute, temporali e difficoltà di ogni tipo, quasi tutti i partecipanti finiscono fuori gioco; Filini, Colsi e Vannini piombano nella trattoria "Al Curvone" nel bel mezzo di un pranzo nuziale. Giunto al giro finale, Fantozzi, grazie all'uso di una bottiglietta con una sostanza dopante, riesce a superare l'unico avversario rimasto e vince, ma non ci sono festeggiamenti per lui perché non riesce a frenare in tempo e finisce dentro un carro funebre.
All'avvicinarsi dell'estate, il direttore Marchese Conte Piermatteo Barambani invita Fantozzi e Filini a una crociera sul suo yacht; in realtà si tratta di una scusa per sfruttare i due impiegati come schiavi a bordo. Dopo diverse peripezie passate in mare, i motori della barca si guastano e Fantozzi e Filini sono costretti a trainarla a remi con un canotto.
Rientrato dalle ferie, Fantozzi è di pessimo umore per la prospettiva di un altro anno di lavoro e manifesta il desiderio di scrivere in cielo con un dito la frase "Il Mega Presidente è uno stronzo!": la frase curiosamente compare davvero e il Gran Consiglio dei dieci assenti organizza una perizia calligrafica per scoprire il colpevole tra tutti gli impiegati. Fantozzi viene scoperto e duramente minacciato dai dirigenti, fino a quando arriva il Mega Presidente in persona, che con fare bonario ed amichevole lo convince a cancellare la scritta ed a riscrivere la stessa frase su sé stesso.
La cittadinanza lo deride, ma Fantozzi dichiara di non darsi per vinto e, urlando e dichiarandosi una persona fortunata, cade in un tombino.

## Produzione

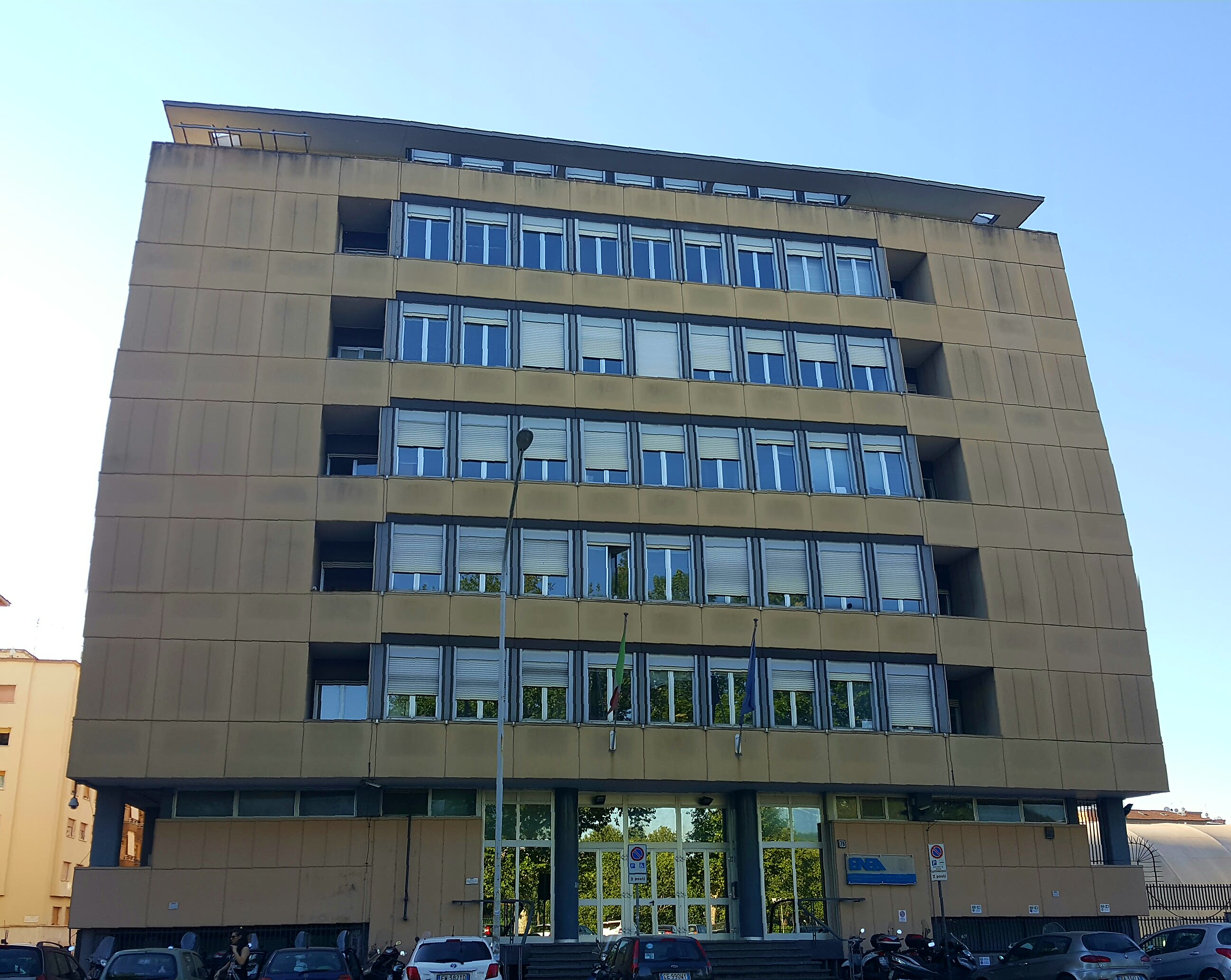
Sede centrale dell'ENEA a Roma, a Lungotevere Thaon di Revel 76, usato come sede della "megaditta" nel film.

È il terzo capitolo della saga del ragioner Ugo Fantozzi, personaggio creato e interpretato da Paolo Villaggio. Per la prima volta la regia, a cui collaborò lo stesso Villaggio, venne affidata al semi-esordiente, all'epoca, Neri Parenti, che avrebbe diretto in seguito altre sei pellicole della serie. Questo film è l'ultimo della saga ad essere tratto da un libro dell'attore genovese; i successivi saranno tutti frutto di sceneggiature originali.
Manca per la prima volta il personaggio della signorina Silvani, interpretato, in tutti i film della saga nei quali compare, da Anna Mazzamauro. Inoltre è l'ultimo film in cui il geometra Calboni è interpretato da Giuseppe Anatrelli, a causa della prematura scomparsa dell'attore l'anno successivo.
La moglie di Fantozzi è interpretata da Milena Vukotic che subentra a Liù Bosisio, protagonista dei primi due film della serie: la scena in cui Fantozzi scambia la moglie per una mendicante è stata ideata apposta per la prima entrata in scena della Vukotic, per rimarcare, in modo comico, il cambio di attrice. 
Il fornaio Cecco è interpretato da Diego Abatantuono, con la sua celebre maschera del giovane meridionale emigrato.
La sposa del banchetto nuziale nella trattoria "Al Curvone" è Elisabetta Villaggio, figlia dell'attore.

### Luoghi delle riprese
Il palazzo della "megaditta" è quello dell'ENEA a Roma, al Lungotevere Thaon di Revel 76.
La località della stazione di Ortisei è stata ricostruita presso la stazione dell'Acqua Acetosa, sulla ferrovia Roma-Civita Castellana-Viterbo. La Ferrovia della Val Gardena, che passava appunto per Ortisei, era stata chiusa 20 anni prima.
Le riprese della Coppa Cobram invece, si svolgono a Monte Antenne, nei pressi di Villa Ada, a Roma.

## Distribuzione
Il film è uscito nelle sale italiane il 20 novembre 1980 per conto della Titanus.

## Citazioni, influenze e curiosità
- L'animazione dei titoli di testa, con figure geometriche solide in zoom e in movimento, era usata in altri film dell'epoca, qui con l'aggiunta della silhouette di un uomo che cammina. La stessa icona riappare nel successivo Fantozzi subisce ancora, oltre ad alcuni temi simili di questo film, ossia un Megadirettore appassionato di sport sempre con lo stesso soprannome/cognome (Cobram in questo e "Cobram II" nel successivo) e infine le vacanze in carovana/comitiva.
- Il film sembra ambientarsi, apparentemente, in un arco di tempo che va dal luglio 1979, (come visto in uno degli orologi in uno degli uffici nel prologo), al mese di agosto/settembre 1980.
- Questo film e il successivo sono di proprietà della Rai e non della Mediaset come tutti i rimanenti.
- Dal 1999 viene disputata in Italia la competizione ciclistica amatoriale denominata "Coppa Cobram"[5].
- Dal 2017 viene disputata ogni anno a Torino la "Coppa Cobram" in versione gioco da tavolo
- Lo scoppio della nave nella penultima scena del film da parte di Fantozzi, con conseguente fuga, è stato in realtà preso dal film "Countdown Dimensione Zero" dello stesso anno.